# Basílica de San Patricio (Oamaru)

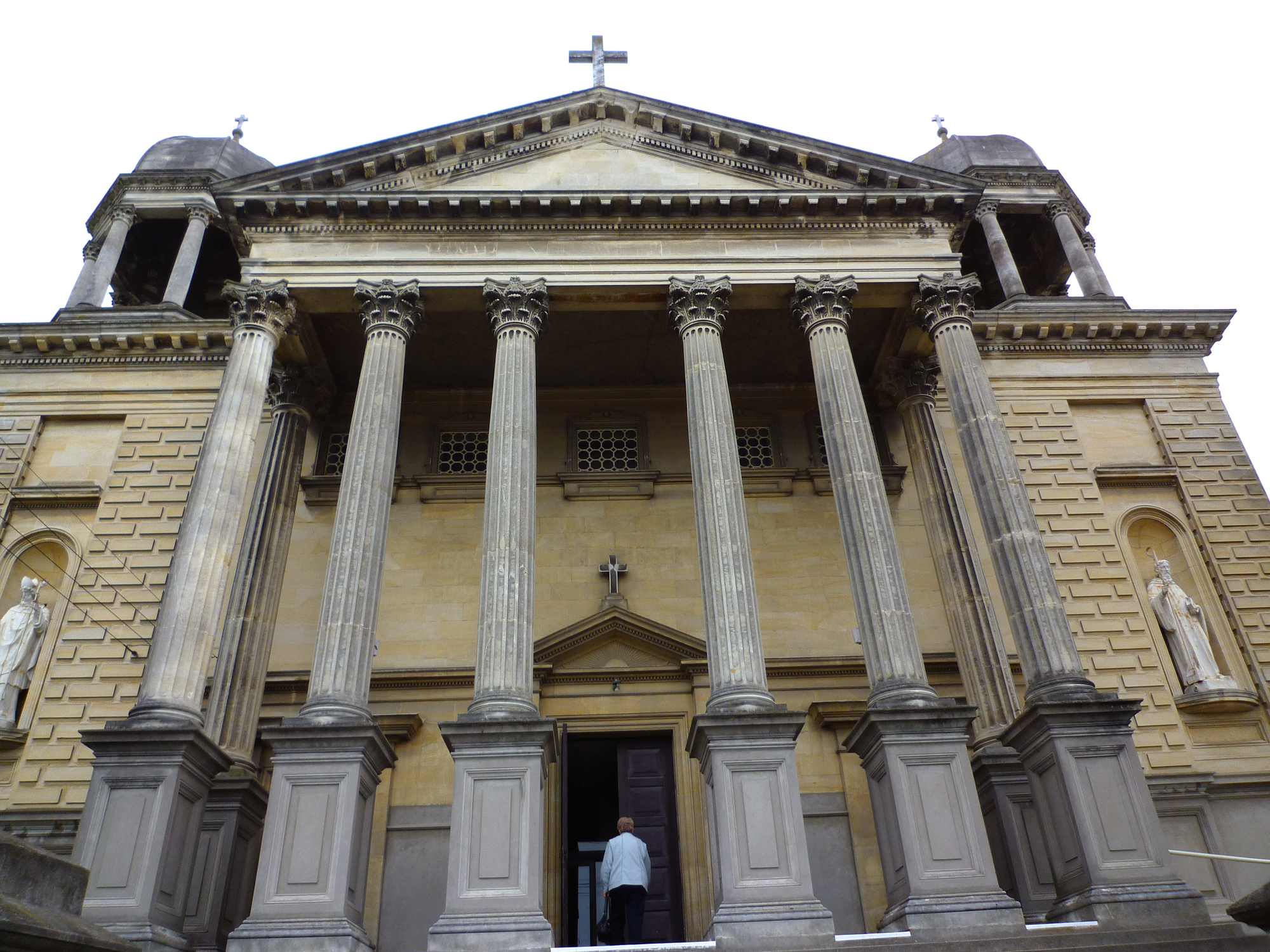
Fachada de la Basílica de San Patricio

La Basílica de San Patricio es una iglesia católica situada en la ciudad de Oamaru, en la isla del Sur de Nueva Zelanda.
El Padre John Mackay, quien era párroco en Oamaru, fue quién proyectó la construcción de un templo que se adaptara a las necesidades de su congregación y comenzó la recaudación de fondos. La primera piedra fue colocada en 1893, siendo el arquitecto del proyecto, Francis Petre. La basílica fue inaugurada el 18 de noviembre de 1894 por el Obispo Grimes, de Christchurch. Se completó finalmente en 1918. Dos días después de la inauguración oficial el arquitecto Petre murió. La basílica se convirtió en el centro de la comunidad católica de Oamaru. El interior está ricamente decorado con columnas de piedra caliza tallada, techos de hojalata prensadas, bancos de madera y esculturas religiosas. El edificio está catalogado con la categoría de Lugar Histórico.
La Basílica de San Patricio es uno de varios templos neozelandeses a los que habitualmente se los llama "basílica", sin embargo litúrgicamente no existe en la actualidad ningún templo católico en Nueva Zelanda que ostente oficialmente la dignidad de Basílica menor otorgada por la Santa Sede.